# Halit Özgür Sarı
Halit Özgür Sarı (* 4. Oktober 1993 in Istanbul) ist ein türkischer Schauspieler und Model.

## Leben und Karriere
Sarı wurde am 4. Oktober 1993 in Istanbul geboren. Sein Großvater, der aus Aleppo eingewandert ist, ist arabischer Abstammung. Er studierte an der İstanbul Bilgi Üniversitesi. Sein Debüt gab er 2018 in der Fernsehserie Diriliş Ertuğrul. Von 2019 bis 2020 spielte er in der Serie Şampiyon mit. Anschließend wurde Sarı für die Serie Kardeşlerim gecastet. 2022 war er in dem Film Özel Ders zu sehen.

## Filmografie
Filme
- 2020: Hakan: Muhafız
- 2021: Geçen Yaz
- 2022: Özel Ders

Serien
- 2018–2019: Diriliş Ertuğrul
- 2019–2020: Şampiyon
- 2020: Kırmızı Oda
- 2021: Kardeşlerim
- 2022: Gizli Saklı
- 2022: İbrahim Selim ile Bu Gece
- seit 2023: Yabani